# Garou: Mark of the Wolves
Garou: Mark of the Wolves (餓狼 MARK OF THE WOLVES, Garō Mark of the Wolves) é um jogo de luta de 1999 produzido pela SNK, inicialmente para o sistema Neo Geo. É o oitavo jogo da série Fatal Fury, e ocorre dez anos após a morte de Geese Howard em Real Bout Fatal Fury. O jogo é conhecido por explorar ao máximo as capacidades gráficas do Neo Geo e por seu elenco balanceado de personagens e jogabilidade altamente técnica.

## Jogabilidade
O sistema de dois planos, no qual os personagens lutam a partir de planos diferentes, característico da série, foi removido do jogo. Foi introduzido o sistema Tactical Offense Position (T.O.P.), ou "Posição Ofensiva Tática",  que é uma área especial na barra de energia.  Quando essa área é alcançada, o personagem entra em modo T.O.P, concedendo ao jogador a habilidade de usar o ataque T.O.P., recuperação gradual de energia e dano maior de ataque. Também foi introduzido o sistema Just Defend ou "Acabar de Defender",  o qual recompensa os jogadores que bloqueiam com sucesso um ataque no último momento com uma pequena quantidade de recuperação de energia e a habilidade para imediatamente contra-atacar  a partir de um atordoamento no bloqueio.
Semelhante aos títulos anteriores, aos jogadores é dada uma categoria de luta após cada assalto. Se o jogador conseguir terminar todos os assaltos com pelo menos uma categoria AAA no Arcade Mode, então enfrentará o chefe Kain R. Heinlein, o qual libera um encerramento após derrotá-lo. Se os requisitos não forem alcançados, então Grant será o chefe final e não haverá encerramento especial. Além disso, ainda no Arcade Mode, antes de enfrentar Grant, o jogador enfrentará um subchefe que pode ser qualquer personagem do elenco dependendo do personagem que o jogador estiver usando.

## História
Passaram-se dez anos depois da morte de Geese Howard em Real Bout Fatal Fury, trazendo um único personagem da série Fatal Fury, o lutador Terry Bogard, que apresenta um novo visual e agora faz papel secundário na trama.

### Second Southtown
Em Garou: M.O.T.W. a cidade de Second Southtown sedia o novo torneio King of Fighters (The King of Fighters: Maximum Mayhem), organizado por Kain R. Heinlein, cunhado do falecido chefão do crime Geese Howard. Second Southtown é uma cidade vizinha à Southtown, cenário de muitos jogos da SNK.

### Rock Howard: A nova geração
O jogo traz um grupo de personagens totalmente novos, com destaque para Rock Howard, filho de Geese e discípulo de Terry Bogard introduzindo-o como novo herói do jogo. Rock possui golpes de seu pai, como Reppuken, Double Reppuken e Raising Storm e variações dos golpes de seu mestre, como Power Dunk, Rising Tackle e Burn Knuckle.

## Personagens

### Regulares
- Rock Howard: Filho de Geese Howard e aluno de Terry Bogard, é o novo herói do jogo;
- Terry Bogard: No último encontro com Geese, este despenca do alto de uma torre, deixando para trás o filho, Rock. Terry então se sente culpado pelo acidente, e decide treinar Rock;
- Kevin Rian: Um policial de Southtown, também é amigo de Terry e Rock. Entrou para o campeonato em busca do assassino de seu parceiro;
- Bonne Jenet: Uma pirata que tem uma queda por Terry Bogard. Entrou no campeonato por mera diversão;
- Kim Dong Hwan: Ensinado por seu pai, Kim Kaphwan, tem uma rivalidade amigável com seu irmão Kim Jae Hoon, sendo muito mais convencido do que este. Entrou no campeonato para provar ser superior a Jae Hoon;
- Kim Jae Hoon: Também filho e discípulo de Kim Kaphwan, possui a mesma atitude do pai. Entrou no campeonato para aprimorar seus conhecimentos em batalha;
- Gato Futaba: Um lutador poderoso que perdeu suas memórias, incluindo as sobre sua família. Entrou no campeonato por saber que o assassino iria participar. Sua irmã é Hotaru Futaba;
- Hotaru Futaba: Irmã mais nova de Gato. Entrou no campeonato por saber que seu irmão participaria;
- Hokutomaru: Pertence ao mesmo clã ninja de Mai Shiranui, e foi treinado por Andy Bogard;
- Marco Rodrigues: Marco é um mestra da divisão brasileira de Karatê Kyokugenryu. Ele é discípulo de Ryo Sakazaki. Se isolou na floresta parar treinar entre os ursos. Entrou no torneio para mostrar a força do seu estilo, testar o resultado de seu treinamento e para se aprimorar mais, ele é dublado por Hanada Hikaru;
- The Griffon Mask: É um famoso campeão de luta-livre em Second Southtown. Com o passar do tempo sua fama foi decaindo e a entrada no campeonato foi mais uma forma de se reerguer;
- Freeman: Um misterioso assassino serial que matou diversas pessoas, entre elas, o parceiro e amigo de Kevin Rian, e a família de Gato. Entrou no campeonato por ouvir que aconteceria algo sinistro.

### Chefes
- Grant: Seu nome verdadeiro é Abel Cameron, e é mestre num estilo de luta obscuro conhecido como Caratê Ankoku. Ele é o melhor amigo de Kain R. Heinlein e seu guarda-costas pessoal;
- Kain R. Heinlein: É o misterioso anfitrião do torneio. Sendo o irmão caçula de Marie Heinlein (esposa falecida de Geese Howard e, assim, mãe de Rock Howard), é o tio de Rock.

## Lançamento
Garou: Mark of the Wolves foi lançado originalmente nos arcades japoneses em 11 de Novembro de 1999. Ele foi adaptado primeiramente para o Neo Geo AES em 25 de Fevereiro de 2000, e para o Dreamcast em 21 de Setembro de 2001. Esta última versão foi relançada em 23 de Maio de 2002 com o selo SNK Best. Tudo isso em território japonês. A versão original de Dreamcast foi a única lançada na América do Norte em 23 de Novembro de 2001, pela Aruze, sendo renomeada para Fatal Fury: Mark of the Wolves. Uma versão de PlayStation 2 do jogo foi lançada em 30 de Junho de 2005 somente no Japão, já pela SNK Playmore. Esta versão foi relançada na coleção Neo Geo Online Collection e como Limited Edition em 30 de Junho de 2005. Em 21 de Junho de 2007, mais uma vez foi relançada sob o selo SNK Best, devido às boas vendas, sempre no Japão. Em 20 de Abril de 2009, Microsoft e SNK Playmore anunciaram que o título sairia para Xbox Live Arcade, sendo publicado então em 25 de Junho de 2009. Em Fevereiro de 2015, o jogo foi lançado para Android e IOS.